# Ultimate wheels
Singles de KAT-TUN
Change Ur World
(2010) White
(2011)
Ultimate wheels est le 14esingle du groupe KAT-TUN sorti sous le label J-One Records le 2 février 2011 au Japon. Il atteint la 1re place du classement de l'Oricon. Il se vend à 181 494 exemplaires la première semaine et reste classé 10 semaines, pour un total de 210 749 exemplaires vendus. Il sort en format CD, CD+DVD et CD First Press.
Ultimate wheels a été utilisé comme thème musical pour la publicité Suzuki Solio. Elle se trouve sur l'album Chain.

## Liste des titres
| 1. | Ultimate wheels                            | Laika Leon, Jane Doe | Andreas Johansson, Anderz Wrethov | 4:19 |
| 2. | Yoake Made (夜明けまで)                    | miyakei, Eco         | Makoto Inukai, King of slick      | 3:58 |
| 3. | Ultimate wheels (Original Karaoke)         | Laika Leon, Jane Doe | Andreas Johansson, Anderz Wrethov | 4:19 |
| 4. | Yoake Made (Original Karaoke) (夜明けまで) | miyakei, Eco         | Makoto Inukai, King of slick      | 3:56 |

| 1. | Ultimate wheels                    | Laika Leon, Jane Doe | Andreas Johansson, Anderz Wrethov | 4:19 |
| 2. | MAKE-OR-BREAK                      | Ayumi Miyazaki       | Niklas Edberger                   | 3:16 |
| 3. | Ultimate wheels (Original Karaoke) | Laika Leon, Jane Doe | Andreas Johansson, Anderz Wrethov | 4:19 |
| 4. | MAKE-OR-BREAK (Original Karaoke)   | Ayumi Miyazaki       | Niklas Edberger                   | 3:09 |

| 1. | Ultimate wheels | Laika Leon, Jane Doe | Andreas Johansson, Anderz Wrethov | 4:19 |
| 2. | TWO             | miwa*                | Shusui, Fredrik H, Carl U         | 4:39 |

| 1. | Ultimate wheels (PV+Making of) |  |